# DR-Baureihe 25
| DR-Baureihe 25 DR-Baureihe 25.10 | DR-Baureihe 25 DR-Baureihe 25.10  | DR-Baureihe 25 DR-Baureihe 25.10  | DR-Baureihe 25 DR-Baureihe 25.10  |
| -------------------------------- | --------------------------------- | --------------------------------- | --------------------------------- |
| 25 1001 kurz vor der Übergabe    |                                   |                                   |                                   |
| Nummerierung:                    | 25 001                            | 25 1002                           | 25 1001                           |
| Anzahl:                          | 1                                 | 1                                 | 1                                 |
| Hersteller:                      | Lokomotivbau Karl Marx Babelsberg | Lokomotivbau Karl Marx Babelsberg | Lokomotivbau Karl Marx Babelsberg |
| Baujahr(e):                      | 1954                              | Umbau: 1958                       | 1955                              |
| Ausmusterung:                    | 1967                              | 1967                              | 1967                              |
| Achsformel:                      | 1'D h2                            | 1'D h2                            | 1'D h2                            |
| Gattung:                         | P 45.17                           | P 45.17                           | P 45.18                           |
| Spurweite:                       | 1435 mm                           | 1435 mm                           | 1435 mm                           |
| Länge über Puffer:               | 23 300 mm                         | 22 695 mm                         | 23 835 mm                         |
| Höhe:                            | 4475 mm                           | 4475 mm                           | 4475 mm                           |
| Gesamtradstand:                  | 9700 mm                           | 9700 mm                           | 9700 mm                           |
| Radstand mit Tender:             | 19 000 mm                         | 19 885 mm                         | 18 765 mm                         |
| Leermasse:                       | 77,3 t                            | 77,3 t                            | 79,6 t                            |
| Dienstmasse:                     | 86,1 t                            | 86,1 t                            | 89,0 t                            |
| Reibungsmasse:                   | 70,4 t                            | 70,4 t                            | 72,0 t                            |
| Radsatzfahrmasse:                | 17,6 t                            | 17,6 t                            | 18,0 t                            |
| Höchstgeschwindigkeit:           | 100 km/h                          | 100 km/h                          | 100 km/h                          |
| Kuppelraddurchmesser:            | 1600 mm                           | 1600 mm                           | 1600 mm                           |
| Laufraddurchmesser:              | 1000 mm                           | 1000 mm                           | 1000 mm                           |
| Anfahrzugkraft:                  | ~ 187 kN                          | ~ 187 kN                          | ~ 187 kN                          |
| Steuerungsart:                   | Heusinger                         | Heusinger                         | Heusinger                         |
| Zylinderanzahl:                  | 2                                 | 2                                 | 2                                 |
| Zylinderdurchmesser:             | 600 mm                            | 600 mm                            | 600 mm                            |
| Kolbenhub:                       | 660 mm                            | 660 mm                            | 660 mm                            |
| Kesselüberdruck:                 | 16 bar                            | 16 bar                            | 16 bar                            |
| Anzahl der Heizrohre:            | 132                               | 132                               | 146                               |
| Heizrohrlänge:                   | 4700 mm                           | 4700 mm                           | 4350 mm                           |
| Rostfläche:                      | 3,87 m²                           | 3,87 m²                           | 3,76 m²                           |
| Strahlungsheizfläche:            | 17,50 m²                          | 17,50 m²                          | 20,00 m²                          |
| Rohrheizfläche:                  | 154,30 m²                         | 154,30 m²                         | 138,60 m²                         |
| Überhitzerfläche:                | 61,00 m²                          | 61,00 m²                          | 65,00 m²                          |
| Verdampfungsheizfläche:          | 171,80 m²                         | 171,80 m²                         | 158,60 m²                         |
| Tender:                          | 2’2’ T30                          | 2’2’ T28                          | 2’2’ T27,5                        |
| Wasservorrat:                    | 30 m³                             | 28 m³                             | 27,5 m³                           |
| Brennstoffvorrat:                | 11 t Kohle                        | 10 t Kohlenstaub                  | 11,5 t Kohlenstaub                |
| Bremsen:                         | Druckluftbremse Bauart Knorr      | Druckluftbremse Bauart Knorr      | Druckluftbremse Bauart Knorr      |

In die Baureihe 25 reihte die Deutsche Reichsbahn 1954 zwei Prototypen für eine Universallokomotive des Neubauprogrammes ein. An den Lokomotiven mit der Achsfolge 1’D h2 erprobte man unterschiedliche Feuerungen und verschiedene andere neue Baugruppen. Bereits 1967 wurden sie wieder ausgemustert.

## Geschichte
Die Deutsche Reichsbahn suchte nach dem Ende des Zweiten Weltkrieges nach einem Ersatz der 30 bis 40 Jahre alten Lokomotiven der preußischen Gattung P 8 (Baureihe 3810–40). Geplant wurde eine Universallokomotive, die auf Gebirgs- und Flachlandstrecken im Reisezug- und leichten und mittelschweren Güterzugdienst eingesetzt werden konnte. Weiterhin war bei der Konstruktion unter anderem eine maximale Radsatzfahrmasse von 18 Tonnen, eine Feuerung auf Braunkohlebasis sowie die Verwendung von Blechrahmen in Schweißkonstruktion zu berücksichtigen. Der Entwurf sah dann eine Lokomotive der Achsfolge 1’D vor. Für Flachlandstrecken präferierte man Kuppelradsätze mit einem Laufkreisdurchmesser von 1750 mm statt 1600 mm. Daher sollte die Konstruktion so gestaltet sein, dass später ohne viele Veränderungen auch eine Flachlandlokomotive mit einem Kuppelradsatzdurchmesser von 1750 mm gebaut werden könnte. Damit wurde deutlich, dass eine Universallokomotive im eigentlichen Sinne nicht realisierbar war. Die Leistung der Lokomotive sollte ermöglichen, einen Zug mit einer Masse von 1000 t in der Ebene mit 80 km/h zu befördern.
Die Konstruktionsarbeiten im VEB Lokomotivbau Karl Marx Babelsberg begannen 1951. Zunächst entstanden zwei Probelokomotiven. Die 25 001 erhielt eine Rostfeuerung mit Stoker, die auch für die Verfeuerung von Braunkohlenbriketts geeignet sein sollte, die 25 1001 eine Kohlenstaubfeuerung System Wendler. Die 25 001 wurde 1954 fertiggestellt und auf der Leipziger Herbstmesse zusammen mit der 65 1001 vorgestellt. Die Reichsbahn hatte inzwischen das Projekt einer Universallokomotive aufgegeben. Die weitere Beschaffung solcher oder ähnlicher Lokomotiven war damit obsolet. Man verzichtete deshalb auch auf weitere messtechnische Untersuchungen.

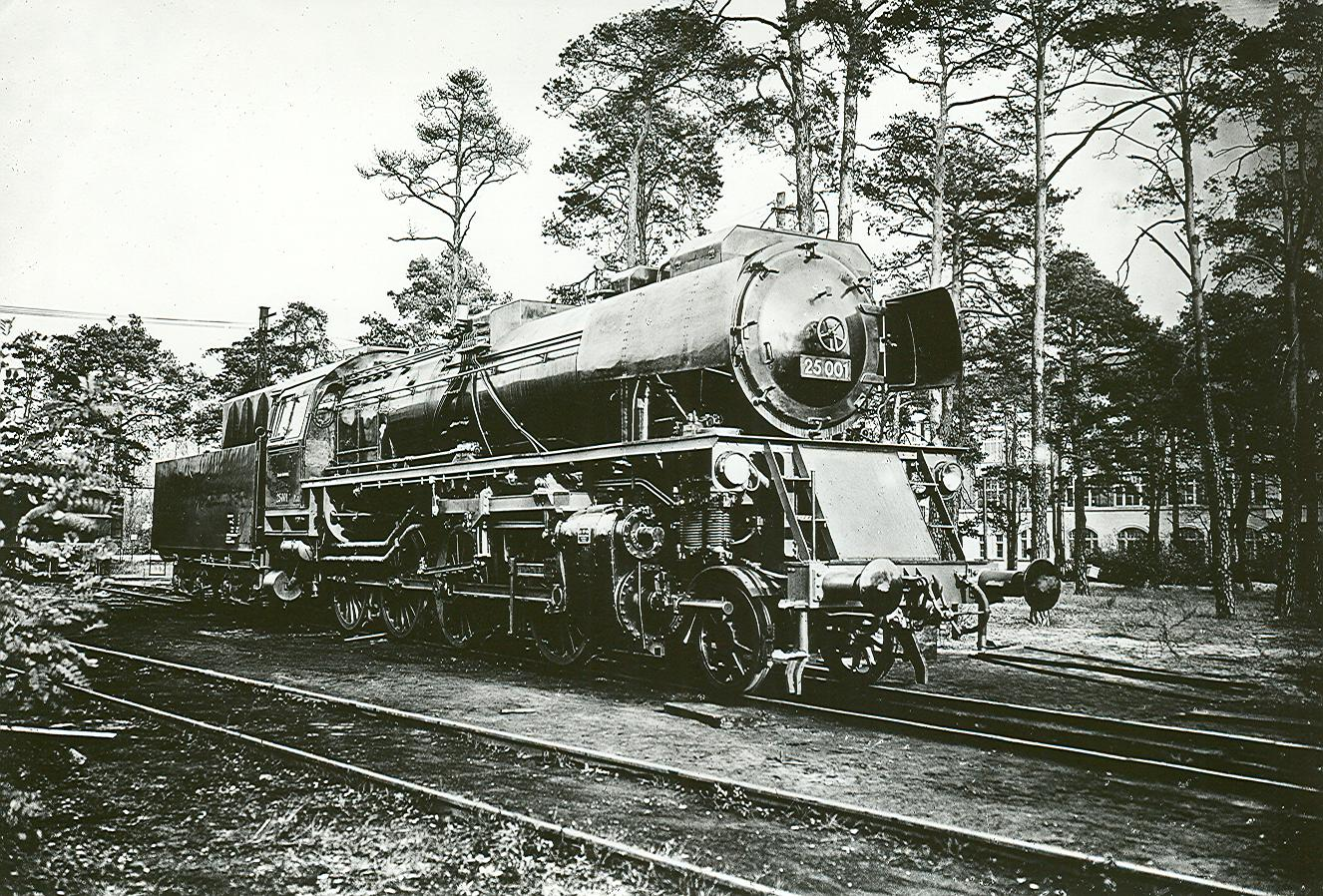
25 001 kurz vor der Indienststellung im Jahr 1954

Die 25 001 wurde zuerst im Bahnbetriebswerk Halle P stationiert. Die Stoker-Feuerung bewährte sich nicht. Bei einer der ersten Probefahrten zwischen Chemnitz und Oederan wurde die Lok mit Steinkohle aus dem Lugau-Oelsnitzer Steinkohlenrevier befeuert, wobei sich die prinzipielle Funktionsfähigkeit des Stokers gezeigt hatte. Für einen kontinuierlichen Betrieb war aber die Fördermenge zu groß. Nach einem entsprechenden Umbau wurde die Feuerung aber nur noch mit Braunkohlebriketts getestet und dabei konnte der Stoker nicht überzeugen. Durch starken Feinstaubabrieb fraß sich die Schnecke oft fest. Deshalb wurde die Lokomotive 1958 ebenfalls auf Kohlenstaubfeuerung umgebaut und in 25 1002 umgezeichnet. Dabei erhielt sie den Kohlenstaubtender der 44 054.
Die 1955 abgelieferte 25 1001 wurde zuerst im Bahnbetriebswerk Arnstadt stationiert. Auf den Strecken nach Meiningen und Saalfeld bewährte sich die Maschine. Vom Juni 1960 bis zum Juli 1962 waren die Lokomotiven im Bahnbetriebswerk Senftenberg stationiert.
Da inzwischen das Neubauprogramm der Reichsbahn mit der Baureihe 23.10 angelaufen war, bestand kein weiterer Bedarf mehr an den Lokomotiven. Ab 1964 waren sie kaum noch im Einsatz und wurden 1967 abgestellt. 1969 wurden sie in Nordhausen verschrottet.
Die Einsätze zeigten, dass die Lokomotiven nicht als Universallokomotiven, aber auch nicht als Ersatz für die P 8 geeignet waren. Auch ein Einsatz als Alternative zu den Lokomotiven der Baureihe 03 war nicht möglich. Dazu kamen noch verschiedene technische Probleme mit verschiedenen Aggregaten sowie Rissen in den Schweißnähten des Stehkessels und des Rahmens.

## Konstruktive Merkmale
Der  25 mm dicke Blechrahmen war vollständig geschweißt und besaß einen 10 mm starken Obergurt. Die Achslagerführungen erfolgten durch T-Profile in Schweißkonstruktion. Der geschweißte Langkessel bestand aus zwei Schüssen. Die 25 001 besaß einen Hinterkessel mit Verbrennungskammer. Die 25 1001 hatte eine lange, schmale, zwischen den Rahmenwangen eingezogene Feuerbüchse, um das Ausbrennen des Kohlenstaubes zu ermöglichen. Der Rauchrohrüberhitzer entsprach der Bauart Schmidt. Der Mehrfachventil-Heißdampfregler befand sich in der Rauchkammer. Ein zusätzlicher Nassdampfregler Bauart Schmidt & Wagner war im Dampfdom. Die 25 001 war mit einem Stoker ausgerüstet. Die entsprechende Aggregate dafür befanden sich auf dem Tender. Die Kohlenstaubfeuerung der 25 1001 hatte zwei Haupt- und einen Hilfsbrenner.
Die Federn der ersten beiden sowie die hinteren drei Radsätze waren jeweils durch Ausgleichshebel verbunden. Die Lokomotive stützte sich in vier Punkten auf dem Laufwerk ab. Der Lauf- und erste Kuppelradsatz bildeten ein Krauss-Helmholtz-Lenkgestell. Der dritte Kuppelradsatz war ±10 mm seitenverschiebbar.
Das waagerecht außen angeordnete Zweizylinder-Heißdampftriebwerk arbeitete auf den zweiten Kuppelradsatz. Die außenliegende Heusinger-Steuerung war mit Hängeeisen ausgerüstet.
Die Druckluftbremse Bauart Knorr wirkte beidseitig auf die Kuppelradsätze. Die vorderen drei Kuppelradsätze wurden beidseitig und der vierte von vorn gesandet. Weiterhin verfügte die Lokomotive über eine elektrische Beleuchtung, eine Dampfheizungseinrichtung sowie eine Spurkranzschmierung für den Laufradsatz.